# لقب تشريفي
لقب تشريفي (بالإنجليزية:  Honorific)‏ هو لقب يُستخدم بداع التقدير أو التبحيل أو احترام المنصب أو الرتبة عند مُخاطبة شخص ما أو الإشارة إليه. في بعض الأحيان، يُستخدم هذا اللقب للإشارة تحديدًا إلى اللقب الفخري الأكاديمي. غالبًا ما يُخلط بينه وبين أنظمة الخطاب التكريمي في علم اللغة، وهي طرق نحوية أو صرفية لترميز الوضع الاجتماعي النسبي للمُتحدثين. يُوظف هذا اللقب بوصفه لاحقة أو بادئة لأسماء الأشخاص، وفقًا للأعراف والعادات.